# 紀元前495年
紀元前495年（きげんぜん495ねん）は、ローマ暦の年である。
当時は、「アッピウス・クラウディウス・サビヌス・インレギッレンシスとプブリウス・セルウィリウス・プリスクス・ストルクトゥスが共和政ローマ執政官に就任した年」として知られていた（もしくは、それほど使われてはいないが、ローマ建国紀元259年）。紀年法として西暦（キリスト紀元）がヨーロッパで広く普及した中世時代初期以降、この年は紀元前441年と表記されるのが一般的となった。

## 他の紀年法
- 干支 : 丙午
- 日本
  - 皇紀166年
  - 懿徳天皇16年
- 中国
  - 周 - 敬王25年
  - 魯 - 定公15年
  - 斉 - 景公53年
  - 晋 - 定公17年
  - 秦 - 恵公6年
  - 楚 - 昭王21年
  - 宋 - 景公22年
  - 衛 - 霊公40年
  - 陳 - 湣公7年
  - 蔡 - 昭侯24年
  - 曹 - 伯陽7年
  - 鄭 - 声公6年
  - 燕 - 簡公10年
  - 呉 - 夫差元年
- 朝鮮
  - 檀紀1839年
- ベトナム :
- 仏滅紀元 : 50年
- ユダヤ暦 : 3266年 - 3267年

## できごと

### 共和政ローマ
- メルクリウスを称えた神殿がチルコ・マッシモに建設された。

### 中国
- 夫差が父の闔閭から王位を継ぎ、呉の最後の王となった。
- 楚が胡を滅ぼした。
- 鄭の罕達が宋軍を老丘で破った。

## 誕生
- ペリクレス:アテナイの政治家（紀元前429年没）

## 死去
- タルクィニウス・スペルブス:王政ローマ最後の王
- 魯の定公